# B-Sides & Rarities (album Deftones)
B-Sides & Rarities – album grupy Deftones wydany w 2005 roku.

## Lista utworów
1. "Savory" - 3:28
2. "Wax And Wane" - 4:08
3. "Change (In The House Of Flies) (Acoustic)" - 5:01
4. "Simple Man" - 6:19
5. "Sinatra" - 4:35
6. "No Ordinary Love" - 5:33
7. "Teenager (Idiot Version)" - 3:45
8. "Crenshaw Punch (I'll Throw Rocks At You)" - 4:49
9. "Black Moon" - 3:17
10. "If Only Tonight We Could Sleep" - 4:52
11. "Please Please Please Let Me Get What I Want" - 2:07
12. "Digital Bath (Acoustic)" - 3:52
13. "The Chauffeur" - 5:24
14. "Be Quiet And Drive (Far Away) (Acoustic)" - 4:33